# DeFuniak Springs
La ville de DeFuniak Springs est le siège du comté de Walton, dans l’État de Floride, aux États-Unis. Lors du recensement de 2010, DeFuniak Springs comptait 5 177 habitants, population estimée à 6 284 habitants en 2016.

## Histoire
La ville est nommée en l'honneur du colonel Fred DeFuniak, un dirigeant du Louisville and Nashville Railroad.

## Démographie
| 1890 | 1910  | 1920  | 1930  | 1940  | 1950  |
| ---- | ----- | ----- | ----- | ----- | ----- |
| 672  | 2 017 | 2 097 | 2 636 | 2 570 | 3 077 |

| 1960  | 1970  | 1980  | 1990  | 2000  | 2010  |
| ----- | ----- | ----- | ----- | ----- | ----- |
| 5 282 | 4 966 | 5 563 | 5 120 | 5 089 | 5 177 |